# Пенела
Пене́ла (порт. Penela; МФА: [pɨ.ˈne.ɫɐ], Пине́ла) — муніципалітет і містечко в Португалії, в окрузі Коїмбра. Розташований у центральній частині країни, на теренах історичної португальської провінції Бейра. Належить до Коїмбрської діоцезії Католицької церкви в Португалії. Права міського самоврядування має з 1137 року. Поділяється на 4 парафії. За адміністративним поділом, чинним до 1976 року, був складовою провінції Берегова Бейра. Площа муніципалітету — 132,49 км², населення муніципалітету — 5983 ос. (2011); густота населення — 45,16 осіб/км²
. Патрон — святий Михаїл. Святковий день муніципалітету — 29 вересня. Поштовий індекс — 3230.  Код місцевої адміністративної одиниці — 0614. Складова статистичного регіону Центр.

## Назва
- Пенела (порт. Penela, стара орфографія: порт. Penella) — сучасна португальська назва.

## Географія
Пенела розташована в центрі Португалії, на півдні округу Коїмбра.
Пенела межує на півночі з муніципалітетом Міранда-ду-Корву, на сході — з муніципалітетом Фігейро-душ-Вінюш, на південному заході — з муніципалітетом Ансіан, на заході — з муніципалітетом Соре, на північному заході — з муніципалітетом Кондейша-а-Нова.

## Історія
1137 року португальський граф Афонсу І надав Пенелі форал, яким визнав за поселенням статус містечка та муніципальні самоврядні права.

## Населення
| Кількість мешканців | Кількість мешканців | Кількість мешканців | Кількість мешканців | Кількість мешканців | Кількість мешканців | Кількість мешканців | Кількість мешканців | Кількість мешканців | Кількість мешканців | Кількість мешканців | Кількість мешканців | Кількість мешканців | Кількість мешканців | Кількість мешканців | Кількість мешканців |
| ------------------- | ------------------- | ------------------- | ------------------- | ------------------- | ------------------- | ------------------- | ------------------- | ------------------- | ------------------- | ------------------- | ------------------- | ------------------- | ------------------- | ------------------- | ------------------- |
| 1864                | 1878                | 1890                | 1900                | 1911                | 1920                | 1930                | 1940                | 1950                | 1960                | 1970                | 1981                | 1991                | 2001                | 2011                |                     |
| 9 118               | 9 998               | 10 180              | 9 954               | 12 305              | 11 197              | 10 754              | 11 088              | 10 525              | 9 438               | 7 890               | 8 023               | 6 919               | 6 594               | 5 983               |                     |